# Al Qaeda del Magreb Islámico
Al Qaeda del Magreb Islámico o Al Qaeda del norte del África Islámica (AQMI), creado el 25 de enero de 2007 a partir del Grupo Salafista para la Predicación y el Combate (GSPC) (en árabe: تنظيم القاعدة في بلاد المغرب الإسلامي‎ Tanẓīm al-Qā‘idah fī Bilād al-Maghrib al-Islāmī), es una organización terrorista internacional de origen argelino creada en 1997 como escisión del Grupo Islámico Armado por Hassan Hattab y el muftí Ahmed Zarabib, y cuyo líder espiritual es el jordano Abu Qutada y Abu Al Haitan, vinculada desde sus orígenes con la Yihad Islámica y desde 2006 con Al Qaeda. Estuvo dirigida por Abdelmalek Droukdel desde 2004 hasta su muerte en 2020. En noviembre de 2020 se dio a conocer que en un vídeo recibido a través de SITE, el AQMI anunció el nombramiento del también argelino Abou Obeida Youssef al-Annabi como sucesor.
Es considerada como una de las organizaciones de terrorismo islámico más peligrosas del Norte de África. Entre sus acciones más destacadas se encuentra una emboscada al ejército argelino, el 3 de enero de 2003, en la región de Teniet El Abed, donde fueron asesinados 43 militares y heridos otros 19, y el secuestro de 23 europeos el mismo año; un atentado en julio de 2005 en el que fallecieron 17 mauritanos y el atentado de Argel del 11 de abril de 2007, en el que murieron 33 personas, el secuestro de numerosos cooperantes extranjeros en el Sahel y el asalto a dos hoteles en Bamako en noviembre de 2015 saldado con 20 muertos y en Uagadugú en enero de 2016 con 30.

## Cambio de líder y extensión de la actividad terrorista

Expansión del Grupo Salafista para la Predicación y el Combate en la zona noroccidental de África y la zona de actuación estadounidense de la Iniciativa Pan Sahel y de la Iniciativa Transahariana de Lucha contra el Terrorismo (TSCTI).

En septiembre de 2003 se anunció el fin del liderazgo de Hattab, que habría sido depuesto por Nabil Sahraoui (Sheikh Abou Ibrahim Mustapha), antiguo comandante del GIA, quien falleció en 1994 y fue sustituido por Abu Musab Abdel Wadoud. Desde la alianza con Al Qaida se ha vinculado la dirección del grupo con Abdelmalek Droukdel. Si bien el grupo esta activo desde 1998, su campaña armada comenzó hasta 2003.
Sus ramificaciones, además de en Argelia, se encuentran en Mauritania, Francia, España y Canadá. En España un informe policial de julio de 2006 considera que el GSPC se ha ido nutriendo en los últimos años de somalíes, nigerianos, tunecinos y mauritanos.
En noviembre de 2004 fue detenido Mohamed Boualem Khouni y acusado de pertenencia a esta organización y de participar en los atentados del 11 de marzo de 2004. El 23 de noviembre de 2005 la Guardia Civil desarticuló en España una red de apoyo compuesta por 11 miembros dedicada al robo y duplicación de tarjetas de crédito con contactos en Alemania, Reino Unido, Bélgica, Dinamarca y Holanda, siendo su cabecilla Abdelhamid Bouchema, ciudadano argelino que estuvo arrestado en Holanda tras el asesinato del cineasta Theo Van Gogh.
El 9 de noviembre de 2005, durante la Operación Green, fueron detenidos en la provincia de Málaga siete argelinos a los que la Audiencia Nacional ha vinculado al Grupo Salafista y que han sido acusados de financiar al mismo y a otras organizaciones de Al Qaeda, con envíos de dinero a Afganistán, Chechenia y Pakistán. Al menos cinco miembros consiguieron escapar, según la Guardia Civil los más altos responsables financieros (enlace roto disponible en Internet Archive; véase el historial, la primera versión y la última).. Se sospecha los vínculos con Abu El Haithem, salafista a quien se desviaban fondos. El 19 de enero de 2006 se ordenó judicialmente en España la captura de Salah Edinne Berkoun como implicado en la red de financiación del Grupo Salafista, dentro de la operación iniciada en noviembre del año anterior.
El 1 de febrero de 2006, dirigentes del GSPC comunicaron a la prensa internacional la muerte de Ahmed Zarabib —conocido como Ahmed Abou al Baraa—, uno de sus fundadores, a manos del ejército argelino el 17 de enero en una operación desarrollada en la región montañosa de Toudja.
En abril de 2006, dos comandos del Grupo Salafista atacaron en Argelia, a cien kilómetros de Médéa, un convoy de funcionarios causando la muerte a trece de ellos. El atentado fue dirigido por Mojtar Belmojtar, número dos de la organización en acciones operativas. Más tarde, el 15 de mayo, en una acción sin precedentes (enlace roto disponible en Internet Archive; véase el historial, la primera versión y la última). en la organización, se encontraron en Argelia los cuerpos de veintidós niños, hijos de los propios miembros del grupo, asesinados por el GSPC tras colocarles explosivos alrededor del cuerpo para evitar que cayeran en manos de los militares que los perseguían.
El 26 de abril de 2007 el Gobierno argelino anunció haber abatido al número dos de la organización, Samir Saioud, alias Samir Mousaab o Abu Mussab, en una operación de las fuerzas de seguridad desarrollada cerca de Argel, en Si Moustapha, provincia de Bumerdes. El diario Liberté de Argel lo considera como el auténtico jefe de la banda, aunque el propio grupo terrorista, en un comunicado difundido el 27 de abril en una de las páginas web habitualmente utilizadas por Al Qaeda, desmintió que se tratase del número dos de la organización, atribuyéndole la condición de «simple miembro del comité de comunicación».

## Alianza con Al Qaeda

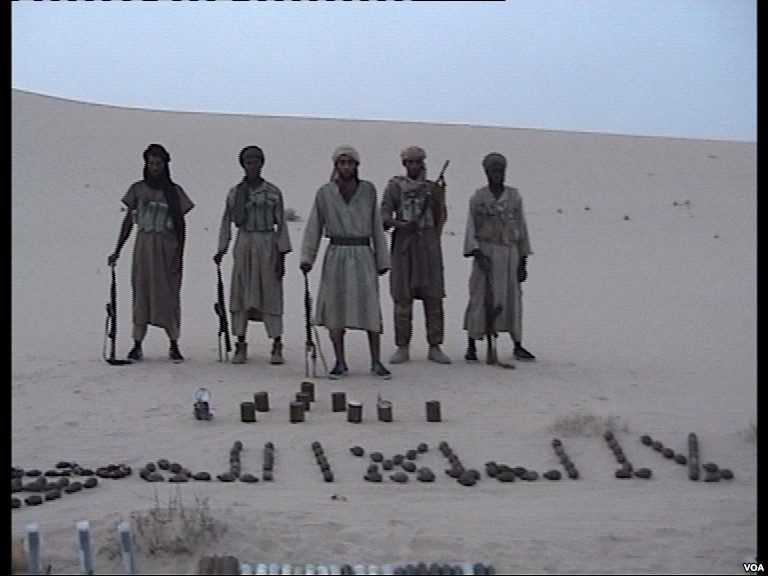
Combatientes del AQIM mostrando su armamento

El considerado número dos de Al Qaeda, Ayman al-Zawahiri, anunció por medio de un vídeo el 11 de septiembre de 2006, según informó Le Figaro y coincidiendo con el quinto aniversario del ataque a Estados Unidos, que «Osama Bin Laden me encargó de anunciar a los musulmanes (...) la adhesión del GSPC a Al Qaeda», al tiempo que hacía votos para que el GSPC fuera «una espina en la garganta de los cruzados estadounidenses y franceses y de sus aliados». En enero de 2007, el Grupo anunció su cambio de nombre por el de al-Qaeda bajo la denominación de «al-Qaeda del norte del África islámica» Poco más tarde, Osama bin Laden autorizó el cambio para llamarse Al Qaeda del Magreb Islámico.
Por el Ministerio del Interior francés se recordó en un comunicado que la vinculación entre Al Qaeda y el GSPC no era nueva al manifestar que «Al Qaeda reconoce que el Grupo Salafista para la Prédica y el Combate argelino (GSPC) es uno de sus integrantes: esa adhesión fue anunciada el 11 de septiembre de 2003 por un comunicado y luego hubo otras amenazas contra Francia». En el vídeo Al-Zawahiri arremetió contra «los que permiten a Francia prohibir a las mujeres cubrirse la cabeza en la escuela (una referencia a la ley contra el velo islámico y otros signos religiosos ostensibles) y que contribuyen a engañar a los musulmanes y a humillarlos». El GSPC había fijado a Francia como objetivo en un comunicado emitido en 2005 como «enemigo número uno, el enemigo de nuestra religión y de nuestra comunidad». Días antes, el 31 de agosto, había expìrado el plazo en Argelia para que los terroristas islámicos pudieran acogerse a las medidas de reinserción y amnistía anunciadas por su gobierno en la Carta por la Paz y la Reconciliación Nacional aprobada en referéndum el año anterior, pero el GSPC había manifestado su rechazo y la continuación de sus acciones aunque Hassan Hattab, su líder, anunciaba su personal decisión de abandonar de la lucha armada el 3 de septiembre al diario argelino L'Expression. El número de miembros del GSPC acogidos a la Carta por la Paz no se ha fijado por el gobierno argelino, aunque se anunció la rendición de 23 de ellos.
El número dos de Al Qaeda, Aymán al-Zawahirí, hizo en septiembre de 2007 un llamamiento para «la recuperación de Al-Ándalus (toda la península excepto una pequeña franja desde Asturias a Navarra aproximadamente) [que] es un deber para la nación en general y para ustedes en particular [los pueblos del Magreb]. Sólo se podrá lograr ese objetivo desembarazando al Magreb islámico de los hijos de Francia y de España». Dicho llamamiento se hizo en un vídeo de más de 80 minutos que difundió la red terrorista con motivo del aniversario de los atentados del 11 de septiembre de 2001 en Estados Unidos.

## Llamada a la lucha en el Magreb
Abdelmalek Droukdel, líder de AQMI, hizo un llamamiento el 22 de septiembre de 2008 a la unidad de la yihad para atacar a los que considera países apóstatas: Marruecos, Túnez, Argelia y Mauritania. Sobre Mauritania, que había sufrido un sangriento atentado días antes con la muerte de doce militares, reprochó los lazos del país con Israel. Acerca de las ciudades españolas de Ceuta y Melilla, las consideró ciudades ocupadas y señaló la evidente complicidad entre España y organizaciones internacionales como la Liga Árabe, la Organización de la Conferencia Islámica y Naciones Unidas en torno a ambas ciudades.

## Acciones terroristas en 2007
Al Qaeda del Magreb asumió ser la autora de la inmolación de tres activistas en Casablanca y el asesinato de un policía el 10 de abril de 2007, miembros de una célula descubierta por el gobierno de Marruecos, y de un doble atentado en Argel el 11 de abril de 2007 en el que se produjeron 24 muertos y 222 heridos: uno contra la sede del Gobierno (10 muertos) y otro contra una comisaría (12 muertos). En los mismos se usaron tres vehículos cargados con unos 1900 kilogramos de explosivos. El primer ministro argelino, Abdelaziz Belkhadem, calificó los hechos de:

Actos cobardes y criminales... Estos actos criminales tienen lugar en un momento en el que los argelinos buscan la reconciliación nacional y tienden su mano

En un comunicado hecho público por la organización Al Qaeda, se afirmaba que no descansaría hasta liberar la tierra del Islam desde Jerusalén hasta Al-Ándalus.

Decimos a los apóstatas y a sus señores cruzados que han llegado ya los jóvenes del Islam que buscan la muerte y el martirio como buscáis la vida de los alborotadores e insolentes.

El 11 de julio, en Lakhdaria, a 120 kilómetros al este de Argel, coincidiendo con la inauguración de los Juegos Africanos, Al Qaeda del Magreb empotró un coche bomba cargado de explosivos contra un cuartel del Ejército, causando 10 muertos y 35 heridos. Según la versión de un portavoz de Al Qaeda, el número de muertos sería de 70.
En septiembre, durante un viaje del presidente de Argelia Abdelaziz Bouteflika a Batna el día 5, hicieron estallar una bomba entre una multitud que esperaba la llegada presidencial, causando 22 muertos, y tres días después, en Dellys, a unos 100 kilómetros de Argel, un suicida de 15 años con un coche bomba empotró su vehículo contra un cuartel militar de la Armada Nacional de Argelia, causando 30 muertos, de ellos 27 militares. Ambos atentados fueron reivindicados por Al Qaida el 9 de septiembre.
El 11 de diciembre de 2007 tuvieron lugar en Argel, capital de Argelia, dos atentados casi simultáneos con coches bomba que explotaron frente a la sede del Tribunal Supremo y las oficinas del Alto Comisariado de las Naciones Unidas para los Refugiados, respectivamente, causando 67 muertos según datos del Ministerio de Sanidad.

## Acciones terroristas en 2008
Al Qaida del Magreb Islámico se atribuyó el atentado en la localidad argelina de Naciria el 2 de enero contra una comisaría de policía que costó la vida a tres personas según la versión oficial, aunque fuentes médicas citadas por el diario Tout sur L'Algérie elevaban la cifra a cuatro fallecidos. Dos días más tarde, la organización del Rally París-Dakar anuló la prueba para el 2008 debido a las amenazas de la organización terrorista a ciudadanos franceses. En un mensaje que fue enviado al Gobierno de Mauritania el 29 de diciembre de 2007, Al Qaida criticaba a dicho gobierno por su colaboración con «[los] cruzados, los apóstatas y los no creyentes», en referencia a los participantes en la carrera. Los servicios secretos franceses, además, habían alertado también a su gobierno de la probable intención de Al Qaida de atentar con misiles contra el rally.
El 7 de agosto el ejército argelino mató a doce miembros de Al Qaeda en una operación en Cabilia. Tres días después, Al Qaeda colocó un coche bomba que mató a seis civiles y el 19 se atribuyó a la organización un atentado suicida contra la Escuela Superior de Gendarmería en Issers, cerca de Argel, que causó 43 muertos y 38 heridos, y al día siguiente hizo explotar dos coches bomba en Buira con el resultado de 11 muertos.
El 15 de septiembre atentó contra un convoy del ejército en Mauritania, 80 kilómetros al este de la ciudad de Zuérate, matando a 12 soldados. El suceso ocurrió días después de que la organización terrorista hiciera un llamamiento a la guerra santa tras el golpe de Estado de agosto y Khadim Ould Esseman, detenido en el país, abogase por luchar contra las autoridades mauritanas.

## Acciones terroristas en 2009 y 2010
El 22 de enero de 2009, AQMI secuestró al turista británico Edwain Dyer mientras asistía a un concierto en Níger que fue ejecutado en junio del mismo año según informaciones del gobierno británico. AQMI solicitaba como contraprestación la liberación de Abu Qutada o diez millones de dólares, pero el gobierno británico se negó a pagar. Edwain Dyer fue secuestrado junto a otros turistas de diversas nacionalidades europeas que habían sido liberados con anterioridad.
El cooperante francés, Pierre Camatte, fue liberado coincidiendo con el excarcelamiento de varios islamistas de las cárceles de Mali.
El 22 de abril de 2010 secuestró en Níger al turista francés, Michel Germaneau. Por su liberación los secuestradores solicitaron la liberación de diversos islamistas secuestrados. El 22 de julio, fuerzas mauritanas, con el apoyo logístico y técnico de Francia desarrollaron una operación armada en el norte de Mauritania para liberar a Germaneau, causando la muerte de seis islamistas pero sin conseguir la liberación del rehén. El gobierno francés informó que el ataque tenía por objetivo un grupo salfista al que consideraba responsable de la ejecución de un británico en 2009. El 25 de julio se dio a conocer la ejecución del rehén francés Michel Germaneau como respuesta de AQMI a la operación armada.

### Secuestro de cooperantes españoles
El 29 de noviembre de 2009 secuestraron a los cooperantes españoles de la ONG Barcelona Acció Solidària, Albert Villalta, Roque Pascual y Alicia Gámez en Mauritania, a unos 150 km de la capital, Nuakchot, mientras se trasladaban a Dakar en un convoy de trece vehículos de los cuales el suyo era el último. Después se supo que Albert Villalta había recibido tres disparos en una pierna. Se señaló por los medios de comunicación como contraprestación pedida por Al Qaeda la liberación de presos islamistas en Mauritania y como responsable del secuestro a Mokhtar Belmokhtar, uno de los líderes de AQMI.
Tras el secuestro, el Gobierno español confirmó al día siguiente que era obra de Al Qaeda del Magreb Islámico. Aunque Mauritania estableció de inmediato controles a lo largo de la frontera con Mali para evitar el paso de los secuestradores, no obtuvo resultado alguno. AQMI reivindicó el secuestro el 8 de diciembre de 2009 a través de un comunicado emitido por la cadena de televisión Al Yazira. No fue hasta el 29 de diciembre que se comunicó el estado de salud de Albert Villalta, con tres disparos en una pierna, aunque los secuestradores manifestaron que se encontraba bien. Nueve días después el Gobierno español se mostró dispuesto a llegar a un acuerdo, incluyendo, si era necesario, el pago de un rescate.
El 31 de enero de 2010, durante la cumbre de la Unión Africana en Etiopía, y a la que acudió el presidente del Gobierno español, José Luis Rodríguez Zapatero, y el ministro de Asuntos Exteriores, Miguel Ángel Moratinos, este último mantuvo reuniones con los responsables políticos de Malí y Mauritania. Ese mismo día se comunicó que Mauritania había detenido a tres terroristas en la zona norte del país.
En febrero, Mali extraditó a Omar Sid Ahmed Ould Hamma, alias Omar el Saharahui a Mauritania para ser juzgado como uno de los autores del secuestro. No fue hasta marzo que Al Qaeda solicitó, como contraprestación, la liberación de varios detenidos de la organización en Mauritania. Cinco días después fue liberada Alicia Gámez, el mismo día que el Gobierno español manifestó tener "pruebas de vida" de los otros dos españoles secuestrados.
El líder de la célula terrorista de AQMI que dirigió el secuestro, Mokhtar Belmokhtar, pidió como contraprestación para liberar a los otros dos españoles que continuaban secuestrados, la puesta en libertad del mauritano, Tagui Ould Youssef, su lugarteniente, detenido en Níger y trasladado a Mauritania en mayo de 2010. El Ministro español de Asuntos Exteriores, Miguel Ángel Moratinos, viajó a Mauritania el 6 de junio de 2010 y solicitó expresamente al presidente mauritano, el general Mohamed Uld Abdelaziz, que lo pusiera en libertad para favorecer el fin del secuestro, a lo que Abdelaziz se negó. Después Mokthtar pidió la puesta en libertad de Omar el Saharahui, al no conseguir la de su lugarteniente. Mohamed Abdelaziz se opuso en principio, aunque después tácitamente aceptó. En la primera quincena de agosto se condenó en Mauritania a 12 años de trabajos forzados a "Omar el Saharahui" que, no obstante, fue liberado de la prisión dos días después y enviado a Mali sin cargos y sin que sus propios abogados defensores lo supieran el 16 de agosto. En Malí no tenía causas pendientes, por lo que se consideró que se encontraba desde entonces en libertad.

#### Liberación de los secuestrados
La cooperante española Alicia Gámez fue liberada el 10 de marzo de 2010 y recogida por las autoridades españolas en Burkina Faso, después de diversas gestiones diplomáticas desde el Ministerio de Exteriores español y de los servicios secretos (Centro Nacional de Inteligencia). Los otros dos secuestrados, Albert y Roque, fueron liberados el 22 de agosto de 2010, pasando a manos de Mustafá Chafi, consejero del presidente de Burkina Faso, que fue el encargado de llevarlos a lugar seguro.
Según la televisión Al Arabiya, la liberación de los dos últimos españoles secuestrados obedecía al traslado a Mali el 16 de agosto del único detenido en el secuestro, Omar Sid Ahmed Ould Hamma, alias Omar el Saharahui, juzgado y condenado a 12 años de trabajos forzados en Mauritania por su intervención en el secuestro. Chafi había comunicado dos semanas antes al Gobierno español que el secuestro se encontraba en su "recta final", coincidiendo con el traslado a Mali de Omar el Saharahui.
La liberación de los últimos dos españoles secuestrados se confirmó por el Gobierno español al mediodía del 23 de agosto, cuando un helicóptero los trasladaba a Uagadugú al tiempo que Mustafá Chafi comunicaba: "Estoy en el helicóptero con los dos ex secuestrados. Todo ha ido muy bien". Desde Burkina Faso se trasladarían en un avión de la Fuerza Aérea Española a Barcelona. Fue el secuestro más largo del Al Qaeda del Magreb (267 días).
Al Qaeda del Magreb envío el mismo día 23 de agosto un comunicado sonoro al diario español El País en el que se felicitaban por haber encontrado "una solución positiva" para la liberación de los españoles tras habérseles sido concedidas "algunas de nuestras peticiones", sin hacer mención a cuales. Señalaron también que la liberación era "una lección dirigida a la clase política francesa para que lo tengan presente en el futuro. Tuvieron posibilidad de actuar con cabeza y responsabilidad con los muyahidines. También tuvieron la posibilidad de haber evitado la locura y el enfado que llevo a la muerte de sus propios ciudadanos", lo que se interpretó como una referencia al fallido intento de Francia a través de comandos y con apoyo del ejército de Mauritania de liberar a Michael Germaneau que fue asesinado en julio, poco después del fracasado asalto.

#### Los intermediarios en el secuestro
Durante el secuestro, el Centro Nacional de Inteligencia español (CNI) se entrevistó con dos diplomáticos canadienses que también habían sido secuestrados en su día por Mokhtar Belmokhtar, y que fueron liberados igualmente con la mediación de Mustafá Chafi. Éste, con ocasión del secuestro de los canadienses, pudo visitarlos durante el cautiverio. Así el CNI supo del trato y las condiciones en que se encontraban los secuestrados españoles, y pudo hacer llegar medicación a Albert Villalta. A Chafí se le atribuyó la liberación de los secuestrados y que no se grabasen vídeos con imágenes de los mismos. Mustafá Chafi fue reconocido como mediador por el jefe de la unidad que secuestró a los españoles, el argelino Belmokhtar, con el que había obtenido la liberación de cuatro presos islamistas y 3,7 millones de dólares en la liberación de los diplomáticos canadienses en 2009. Alicia Gámez debió recorrer casi todo Mali con el consejero Chafi y miembros del Ministerio de Asuntos Exteriores español durante dos días, en los que se sintió aterrorizada al no saber qué podía pasar, hasta que llegó a Burkina Faso. Albert Villalta y Roque Pascual hicieron con Chafi un recorrido similar entre el 22 y el 23 de agosto, hasta su llegada al aeropuerto de la capital de Burkina Faso, Uagadugú, donde fueron recibidos por autoridades españolas.

## Acciones terroristas en 2011
Entre las acciones terroristas atribuidas a la organización, puede citarse el atentado del 26 de agosto de 2011 contra un edificio de la ONU en Abuya, Nigeria, que provocó 18 muertos.

## Acciones terroristas en 2015
20 de noviembre de 2015 ataque al hotel Radisson Blu de Bamako (Malí) el asalto se salda con 20 muertos.

## Acciones terroristas en 2016-2018
15 de enero de 2016. Asalto al Hotel Splendit de Uagadugú (Burkina Faso) a través del batallón Al Murabitun que se sumó al AQMI en diciembre de 2015.
27 de enero de 2016. Las autoridades confirman el secuestro de la monja suiza Beatrice Stockly en el norte de Malí que ya había sido secuestrada con anterioridad por el grupo Ansar al Din y liberada a los diez días en 2012. Muestran un video de la rehén que aseguran fue grabado el 19 de enero. Exigen la liberación de varios de los miembros de AQMI encarcelados en Malí, entre ellos Ahmad al Faqi al Mahdi, alias Abu Turab, detenido por la Corte Internacional de Justicia (CIJ) acusado de crímenes de guerra y destrucción de monumentos históricos y religiosos en Tombuctú en el 2012.
5 de febrero de 2016 AQMI reivindicó el secuestro de dos australianos cerca de la frontera de Burkina Faso con Malí el pasado 15 de enero. Al Mourabitun difundió una grabación de audio para atribuirse el secuestro. También anunció la liberación unilateral de uno de los dos rehenes, Jocelyn Elliot, "siguiendo las normas de Al Qaeda de no implicar a las mujeres en la guerra, aunque su marido, Ken, seguiría retenido". El matrimonio australiano, de unos 80 años de edad, fue secuestrado en la localidad burkinesa de Djibo. Ken, médico, y su mujer gestionan desde 1972 la clínica Amigos de Burkina Faso en Djibo. El australiano es el único cirujano en cientos de kilómetros, por lo que lleva a cabo unas 150 intervenciones quirúrgicas al mes.
1 de julio del 2018 Un atacante suicida condujo un vehículo cargado de explosivos contra una patrulla del ejército y lo detonó en la ciudad maliense de Gao. Cuatro civiles murieron y otros 31, incluidos cuatro soldados franceses, resultaron heridos en el ataque, AQMI se atribuyó la responsabilidad del ataque.
El 8 de julio del mismo año, el Batallón Uqba bin Nafi, el ala tunecina de AQMI, se atribuyó la responsabilidad de un ataque en el que murieron seis policías tunecinos en Ghardimaou, gobernación de Jendouba.

### Actividad de 2019 al presente
El 20 de enero de 2019 miembros de AQIM reclama el ataque que cobro la vida de 10 efectivos de mantenimiento de la paz y dejando 25 heridos, esto en el noreste de Malí debido al restablecimiento de las relaciones de Chad con Israel.

## Cae en Argelia una parte del estado mayor itinerante 2020
Argelia informa que se ha producido un ataque del ejército argelino el 1 de diciembre de 2020 en la región montañosa de Jijel contra líderes del AQMI y que son abatidos tres yihadistas, entre ellos dos de sus comandantes y veteranos del AQUMI: Leslous Madani, alias «Abou Hayane», responsable de la región Este, miembro del «comité de notables» y responsable del «comité de la charia» del grupo, y Herida Abdelmadjid, alias «Abou Moussa Al-Hassan», responsable de propaganda y ayuda a los «medias». Varios meses antes, las fuerzas especiales francesas en el norte de Malí abatieron al último eir del AQMI, el argelino Abdelmalek Droukdel, de 50 años, la misma edad que tiene el argelino Abou Obeida Al-Annabi que según medios de comunicación podría haberle sucedido en el liderazgo del AQMI.